# Amiga 1000
A Commodore Amiga 1000, vagy A1000, eredetileg egyszerűen csak Amiga-ként került forgalomba és a Commodore International első személyi számítógépe az Amiga-sorozatból. Ötvözi az 1985-ben nagy teljesítményűnek számító 16/32-bites Motorola 68000 CPU képességeit a kategóriája akkori legfejlettebb grafikai-, illetve hangrendszerével, továbbá ún. preemptív multitasking operációs rendszer fut rajta, melynek bizonyos elemei a 256 KiB-os bootstrap WOM-ban helyezkednek el és további 256 KiB RAM-ot használhat működése során. Az elsődleges memória adattároló bővíthető volt a gyártó által forgalmazott 256 KiB-os RAM modullal, összesen 512 KiB-ra. Az Amiga 1000 előlapja alatt elérhető külső bővítő foglalat révén azonban a rendszermemória egészen 8,5 MiB-ig volt bővíthető.

## Konstrukció
A Jay Miner által kifejlesztett A1000 számos tulajdonságában elüt a többi Amiga modelltől:
- ez az egyetlen modell, mely a számítógépházán is megjeleníti az Amiga jellegzetes pipa-logóját;
- a számítógépház kissé elemelkedik az asztaltól, hogy alatta a billentyűzetnek biztosítson tárolóhelyet ("garázst");
- a burkolat belsejébe belegravírozták az Amiga fejlesztőinek nevét, köztük Minerét és Mitchy nevű kutyájának mancsát.

Az Amiga 1000-et kétféle kivitelben gyártották, egyet NTSC szabványos TV-khez, egyet pedig PAL rendszerrel. Az NTSC modell volt a legelső változat, melyet csak az Egyesült Államokban forgalmaztak, míg a későbbi, PAL kivitelűt Németországban gyártották és az ezt támogató országokban (pl. Európa) forgalmazták. Az NTSC változatokból hiányzott a később Amigákban meglévő Extra Half-Brite mód (EHB).
Mivel az AmigaOS az Amiga 1000-es kiadásakor még meglehetősen "bugos" volt, ezért az operációs rendszer alapvető elemeit (Kickstart) nem ROM-ba helyezték, hanem ehelyett a gépbe beépítettek egy kiegészítő nyomtatott áramköri lapot (daughterboard) 256 KiB RAM-mal, melyet "writable control store"-nak (WCS) neveztek el és ebbe töltődött be a Kickstart floppy lemezről. A WCS írásvédetté vált a betöltés után és még reset után sem kellett újra betölteni. Európában a WCS-t gyakran Write Once Memory-nak (WOM) nevezték, a Read-only Memory (ROM) mintájára.

## Specifikáció

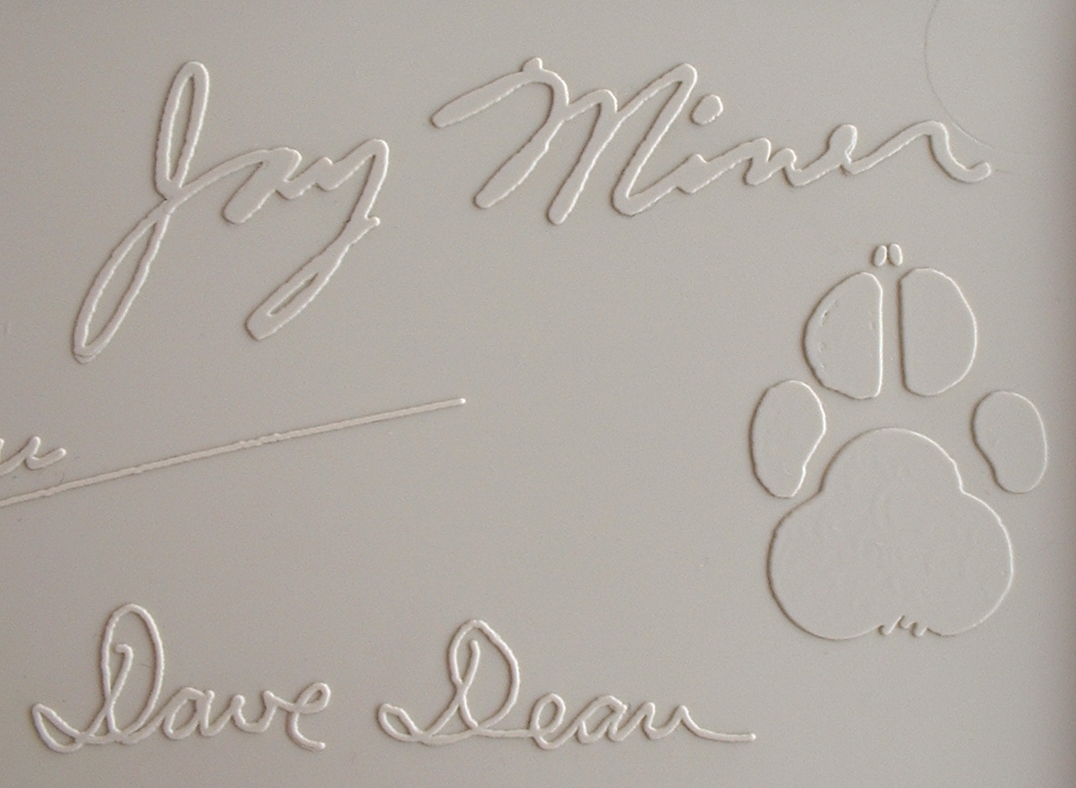
Jay Miner aláírása a Commodore Amiga 1000 burkolatának belsejében. A mancslenyomat Miner Mitchy névre hallgató kutyájáé

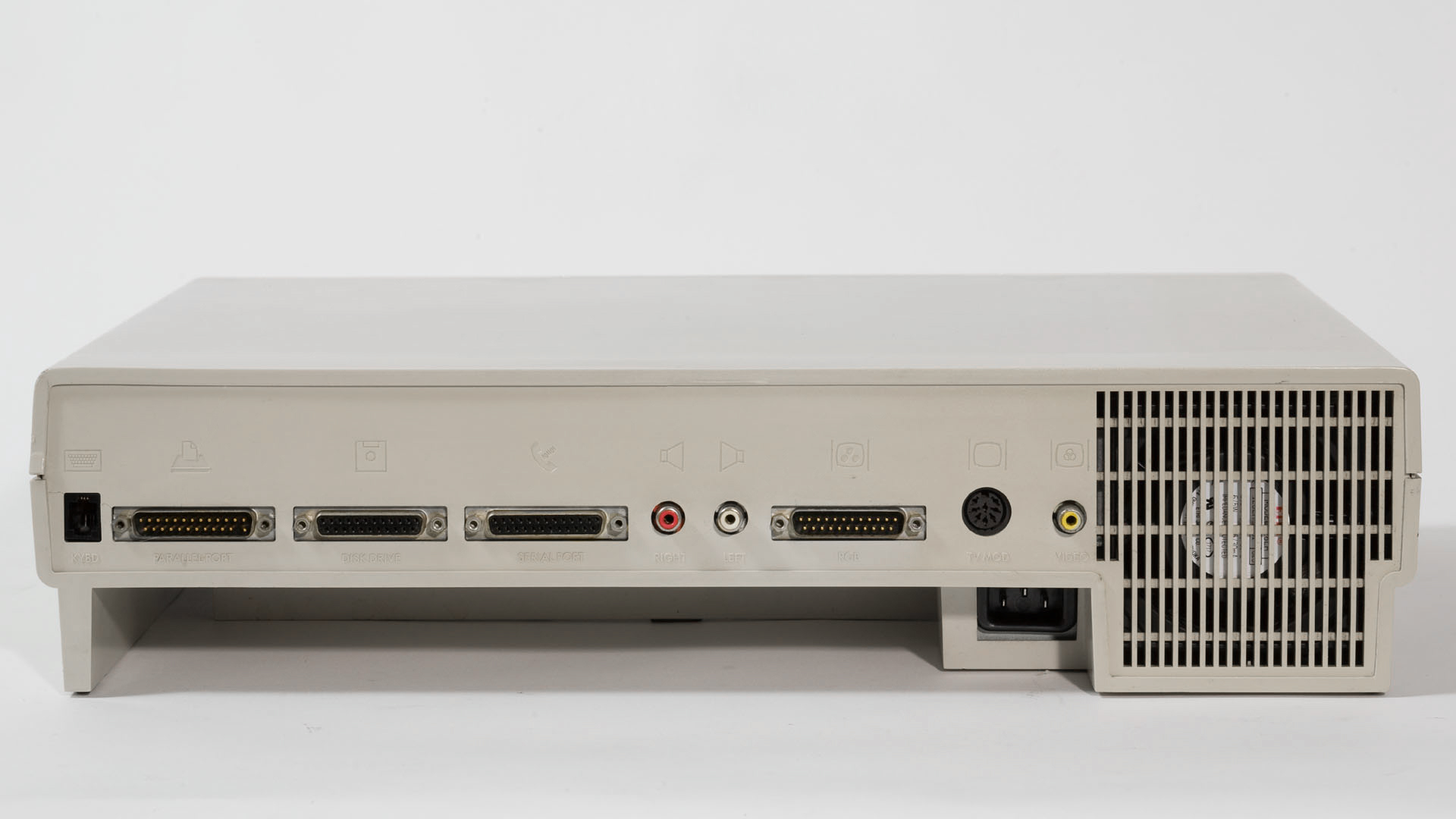
Amiga 1000 hátsó nézet

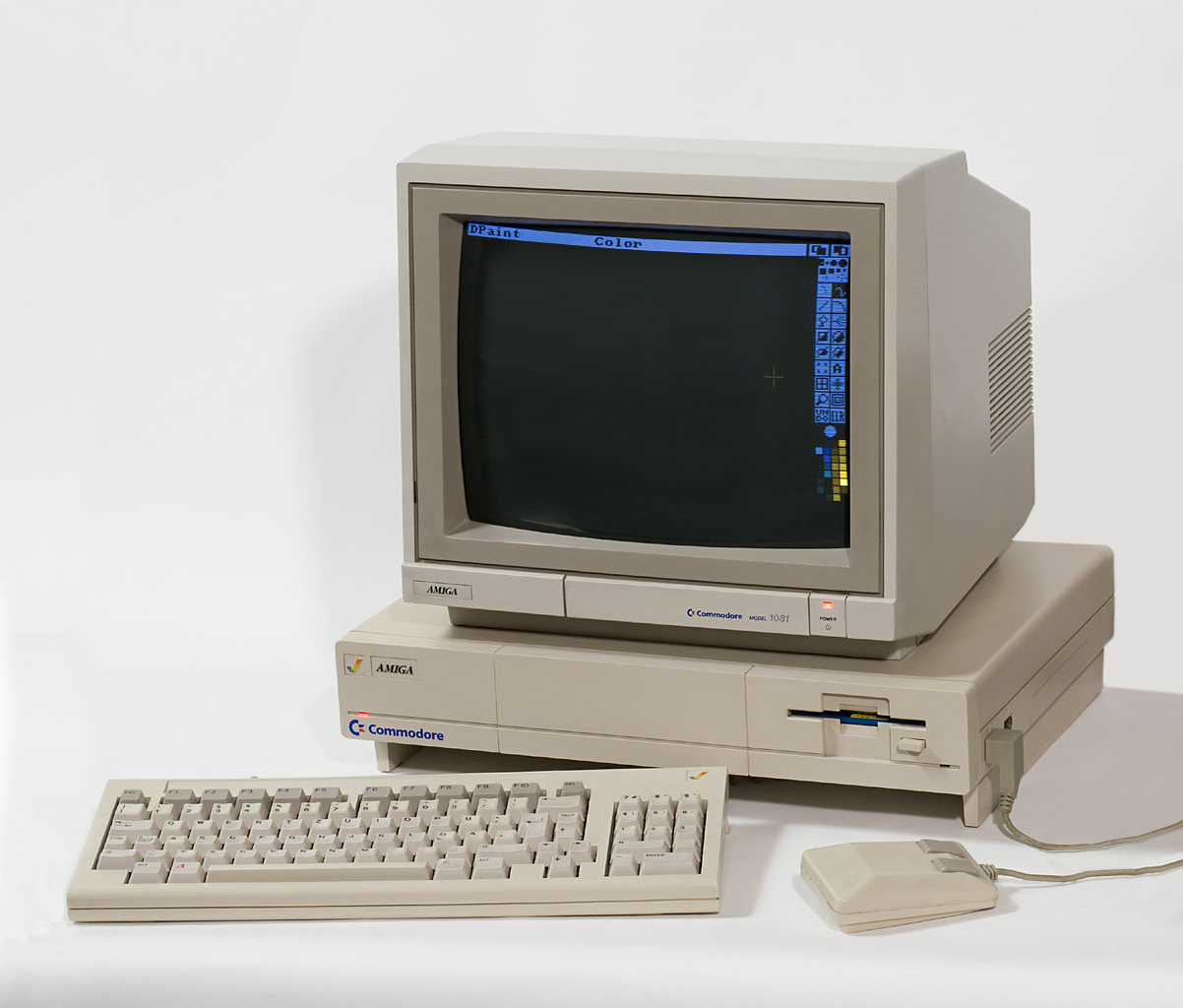
Alapkonfiguráció

| Jellemző            | Specifikáció |
| ------------------- | --- |
| CPU                 | Motorola 68000 7,16 MHz (NTSC) vagy 7,09 MHz (PAL) |
| RAM                 | 256 KiB Amiga Chip RAM; cartridge révén bővíthető 512 KiB-ra; max. 8 MiB Fast RAM külső cartridge-en |
| ROM                 | 8 KiB bootstrap ROM. 256 KiB WOM a Kickstart-nak fenntartva |
| Chipset             | Original Chip Set (OCS) |
| Kép                 | 12-bites színpaletta (4096 szín). 32, 64, (EHB is, kivéve korai modellek) illetve 4096 (HAM mód) képernyőszínű grafikus módok: - 320×200 to 320×400i (NTSC) - 320×256 to 320×512i (PAL) Grafikus módok 16 képernyőszínnel: - 640×200 to 640×400i (NTSC) - 640×256 to 640×512i (PAL) |
| Hang                | 4× 8-bites PCM csatorna (2 sztereó csatorna); 28 kHz max. DMA mintavételezési frekvencia; 70 dB jel/zaj arány |
| Cserélhető tároló   | 3,5" DD floppy meghajtó (880 KB kapacitású) |
| Audio/video kimenet | Analóg RGB video kimenet (DB-23M); TV MOD audio/video kimenet (RF modulátornak); Kompozit video kimenet (RCA); Audio kimenet (2×RCA) |
| I/O portok          | Billentyűzet port (RJ10); 2× egér/játék port (DE9); RS-232 soros port (DB-25F); Centronics párhuzamos port (DB-25M); floppy meghajtó port (DB-23F) |
| Bővítő aljzatok     | 86-tűs bővítő port |
| OS                  | AmigaOS 1.x (Kickstart 1.0/1.1/1.2/1.3 és Workbench 1.0/1.1/1.2/1.3) |

## Eladások
Az Amiga 1000 1985. július 23.-ai bemutatóját csillogó külsőségek közepette tartották New Yorkban, a Lincoln Centerben lévő Vivian Beaumont Theater-ben, olyan hírességek részvételével, mint Andy Warhol vagy a Blondie együttes énekesnője, Debbie Harry. A gépeket szeptemberben kezdték árusítani 256 KiB RAM alapkonfigurációval 1.295 dollárért. Az Amiga 500 és Amiga 2000 1987-es piacra dobása előtt az Amiga 1000-et, egyszerűen csak "Amiga"-ként forgalmazták, habár a típusmegjelölés a dobozán kisbetűvel az elejétől fogva "Amiga 1000" volt.
Az Egyesült Államokban "The Amiga from Commodore" szlogennel forgalmazták és a számítógépházon nem jelent meg a Commodore logó. A Commodore "branding" a nemzetközi forgalmazásra volt fenntartva. A számítógépet - a Commodore 64-gyel és a VIC-20-szal ellentétben - csak számítástechnikai boltokban árusították, mellyel a Commodore a termék "játékbolti" jellegét szerette volna elkerülni. Ez az imázs még a régebbi, Tramiel-vezette időszakban alakult ki.
Az operációs rendszeren túl a géphez adták a Microsoft által fejlesztett AmigaBASIC-et és egy beszédszintetizátor alkalmazást.

## Fejlesztések, bővítmények
Számos felhasználó ragaszkodott Amiga 1000-eséhez az újabb modellek megjelenése után is, melyek ugyan gyorsan elavulttá tették a konstrukciót, de a számos funkcióbővítő fejlesztés, bővítmény miatt vonzó maradt számukra. Újabb Motorola processzorokat lehetett a régi 68000-es foglalatába illeszteni, továbbá Rejuvenator néven hardverbővítményt (hardware mod) adott ki, mely pl. tartalmazza az újabb Fat Agnus custom chipet, Kickstart ROM-ot a floppyról való betöltés kiküszöbölésére, továbbá 1 vagy 2 MiB RAM bővítményt.
Léteznek a modellhez rajongói fejlesztésű alaplapok is, melyek felváltják a régit, megtartva annak eredeti portjait. Az egyik egy "Phoenix" nevű ausztrál tervezésű Amiga 1000 alaplap, mely a következő lehetőségeket rejti:
- Zorro II kártya foglalat
- Paula, Denise, CIA és a 68000-es CPU átszerelhető
- a régi Agnus chip helyett Fat Agnus
- ECS chipset kompatibilitás
- Kickstart 1.3 ROM előtelepítve és további egy ROM hely átkapcsolóval
- 2 MiB-ig bővíthető Chip + Fast RAM
- SCSI vezérlő
- valósidejű óra (RTC)
- stb.[13]

A másik alaplap a német Georg Braun által kifejlesztett "GB-A1000" lap, melynek 05-ös revíziójú változata az alábbi specifikációval rendelkezik:
- 68040/68060 CPU, 50MHz órajelen
- 64 MB 32-Bit SDRAM
- 2 MB Chip RAM
- 1 MB flashmemória (egyedi Kickstart számára)
- IDE-vezérlő (A600 mintára)
- Flicker fixer (Amber IC-vel)
- valósidejű óra (RTC)
- két óraport
- két Zorro I foglalat
- egy Zorro II foglalat[14]

## Joe Pillow
Érdekességképpen érdemes megemlíteni, hogy amikor az első Amiga prototípust bemutatták a nyilvánosságnak, az még elég laboratóriumi kapcsolótábla-jellegű volt és meglehetősen kényes jószág. Ahhoz, hogy a gépet el tudják szállítani az 1984-es Winter CES show-ra, egy pótülést kellett foglalniuk a repülőn a nagy halom kártyának. Az akkori repülési szabályok szerint – biztonsági okokból – minden helyfoglalás csak név megadásával volt lehetséges, mely név rákerült a kinyomtatott repülőjegyre is. Ennek kapcsán született meg "Joe Pillow" ("Párna Jóska"), mely aztán több fejlesztői anyagban és az 1.x Kickstart ROM-okba égetett rejtett stáblistában is visszaköszönt.

## Fordítás
- Ez a szócikk részben vagy egészben  az   Amiga 1000 című angol Wikipédia-szócikk fordításán alapul.  Az eredeti cikk szerkesztőit annak laptörténete sorolja fel. Ez a jelzés csupán a megfogalmazás eredetét és a szerzői jogokat jelzi, nem szolgál a cikkben szereplő információk forrásmegjelöléseként.